# 146268 Jennipolakis
146268 Jennipolakis è un asteroide della fascia principale. Scoperto nel 2001, presenta un'orbita caratterizzata da un semiasse maggiore pari a 2,3014930 UA e da un'eccentricità di 0,1502807, inclinata di 3,32568° rispetto all'eclittica.
L'asteroide è dedicato a Jennifer Polakis, astronoma dilettante americana.